# Георги Велянов
Георги Велянов или Струмишки е български зограф и строител от Македония, творил в началото на XIX век.

## Биография
Роден е в Струмица, тогава в Османската империя. Син е на майстора строител Велян от Струмица. Работи в началото на XIX век. Георги Велянов е автор на църквата „Св. св. Константин и Елена“ в Разловци.
Запазени са малко от творбите му, но те се отличават с изключително изящество. Творчеството му е ярко изключение за иконографията в Македония за времето си. В църквата „Свети Архангел Михаил“ в Берово са запазени негова изображение на свети Ной на северната олтарна врата и престолното Разпятие с фигурите на Богородица и Йоана, датирани от 1818 година. Над входната врата пише: „Ѿ рождество Христово αωιη лета 1818“. Втори надпис над олтарната врата гласи: „Да сподоби Гсд Бгъ ѿ десну во црствие свое си православ хрійна грешний: благоговѣнагѡ попецѡ. родом его Маганов. и Масташо. родогу и Стоимен родо Точев. и Ташо. родо Іѡва Вайзов. и Никола. Биларов: и Пауна и Іѡан: и иконописець Геѡргїѧ ѿ Струміца: 1818 августа: 24: амин“. Така Георги се е подписал на централно място в църквата, което показва, че той е основният иконописец при първоначалното ѝ изписване. По-късно повечето от иконите на Георги Велянов са заменени с нови или прерисувани.
Творбите на Георги са изпълнени с високо техническо майсторство, което ярко го отличава от всички други зографи преди него, по негово време или по-късни майстори.
Негов син е зографът Васил (Василак) Зограф.